# Iocenes acanthifolius
Iocenes acanthifolius là một loài thực vật có hoa trong họ Hoa tán. Loài này được P.K.Mukh. & Kljuykov mô tả khoa học đầu tiên năm 1991.